# ACF Brescia Femminile
ACF Brescia Femminile – włoski klub piłki nożnej kobiet, mający siedzibę w mieście Brescia, na północy kraju.

## Historia
Chronologia nazw:
- 1995: F.C.F. Capriolo Arredamenti Ostilio
- 2001: A.C.F. Pro Bergamo Femminile
- 2005: A.C.F. Brescia Femminile

Klub piłkarski F.C.F. Capriolo Arredamenti Ostilio został założony w mieście Capriolo (30 km na północny zachód od miasta Brescia) w 1995 roku. W 1997 zespół startował w mistrzostwach regionalnych Serie C Lombardia. W 2001 zmienił nazwę na A.C.F. Pro Bergamo Femminile. W 2004 zdobył promocję do Serie B. W sezonie 2004/05 zajął trzecie miejsce w grupie C i zdobył awans do Serie A2. Po zakończeniu sezonu klub przyjął obecną nazwę A.C.F. Brescia Femminile. Sezon 2006/07 spędził w Serie B, ale wrócił do Serie A2. W sezonie 2008/09 zajął pierwsze miejsce w grupie A i uzyskał promocją do Serie A. W 2012 osiągnął pierwszy swój sukces, zdobywając Puchar kraju, a w 2014 tytuł mistrzowski. W następnych latach dodał do swojej kolekcji kolejne trofea. Od sezonu 2017/18 w Brescii występują dwie reprezentantki Polski - Aleksandra Sikora i Katarzyna Daleszczyk

## Stadion
Klub rozgrywa swoje mecze domowe na stadionie Centro Sportivo Club Azzurri w Brescii, który może pomieścić 8500 widzów.

## Sukcesy

### Trofea międzynarodowe
- Liga Mistrzyń UEFA:
  - ćwierćfinalista (1): 2015/16

### Trofea krajowe
- Serie A (I poziom):
  - mistrz (2): 2013/14, 2015/16
  - wicemistrz (1): 2014/15
  - 3.miejsce (2): 2010/11, 2012/13

- Serie A2 (II poziom):
  - mistrz (1): 2008/09  (grupa A)
  - 3.miejsce (1): 2007/08 (grupa A)

- Puchar Włoch:
  - zdobywca (3): 2011/12, 2014/15, 2015/16

- Superpuchar Włoch:
  - zdobywca (3): 2014, 2015, 2016
  - finalista (1): 2012